# Ctenogobiops tangaroai
 Ctenogobiops tangaroai és una espècie de peix de la família dels gòbids i de l'ordre dels perciformes.

## Morfologia
- Els mascles poden assolir 6 cm de longitud total.[6]

## Hàbitat
És un peix marí, de clima tropical (22 °C-25 °C) i associat als esculls de corall que viu entre 4-40 m de fondària.

## Distribució geogràfica
Es troba a l'oceà Pacífic: Illes de l'Almirallat, la Samoa Nord-americana, Austràlia, la Xina, Guam, Indonèsia, el Japó (incloent-hi les Illes Ryukyu), Palau, Papua Nova Guinea, les Filipines, Samoa, Taiwan i Tonga.

## Observacions
És inofensiu per als humans.